# 2466 Golson
2466 Golson (1959 RJ) là một tiểu hành tinh vành đai chính được phát hiện ngày 7 tháng 9 năm 1959 bởi Đài thiên văn Goethe Link ở Brooklyn, IN.